# Девід Доулен
Девід Доулен (англ. David Dowlen; нар. 3 лютого 1960) — колишній американський тенісист.
Найвищу одиночну позицію світового рейтингу — 95 місце досяг 27 серпня, 1984, парну — 30 місце — 13 серпня, 1984 року.
Здобув 4 парні титули.
Найвищим досягненням на турнірах Великого шолома був чвертьфінал в парному розряді.

## Фінали за кар'єру

### Парний розряд (4–3)
| Результат | W/L | Дата     | Турнір                          | Покриття | Партнер      | Суперники                         | Рахунок       |
| --------- | --- | -------- | ------------------------------- | -------- | ------------ | --------------------------------- | ------------- |
| Перемога  | 1–0 | Бер 1983 | Монтеррей, Мексика              | Килим    | Ндука Одізор | Енді Ендрюс (тенісист) Джон Седрі | 3–6, 6–3, 6–4 |
| Поразка   | 1–1 | Кві 1984 | Boca West, США                  | Тверде   | Ндука Одізор | Марк Едмондсон Шервуд Стюарт      | 6–4, 1–6, 4–6 |
| Поразка   | 1–2 | Кві 1984 | Х'юстон, США                    | Ґрунт    | Ндука Одізор | Пет Кеш Пол Макнамі               | 5–7, 6–4, 3–6 |
| Перемога  | 2–2 | Тра 1984 | Forest Hills WCT, США           | Ґрунт    | Ндука Одізор | Ерні Фернандес Девід Пейт         | 7–6, 7–5      |
| Перемога  | 3–2 | Жов 1984 | Токіо, Японія                   | Тверде   | Ндука Одізор | Марк Діксон Стів Мейстер          | 6–7, 6–4, 6–3 |
| Поразка   | 3–3 | Жов 1985 | Melbourne Indoor, Австралія     | Килим    | Ндука Одізор | Бред Дрюетт Метт Мітчелл          | 6–4, 6–7, 4–6 |
| Перемога  | 4–3 | Гру 1985 | Sydney International, Австралія | Трава    | Ндука Одізор | Бродерік Дайк Веллі Месур         | 6–4, 7–6      |